# Waterfront, Wales
Waterfront är en community i Swansea i Wales. Communityn bildades den 5 maj 2022 genom överföring av delar av Castle och St. Thomas communities.
Den ligger strax öster om centrala Swansea och utgörs främst av före detta hamn- och varvsområden som förvandlats till en modern stadsdel med affärer, kontor och bostäder i projektet SA1 Swansea Waterfront.